# Інгредієнт
Інгредіє́нт (англ. ingredient, нім. Ingredient, Ingredienz f, Ingrediens n) — складова частина хімічної сполуки або суміші. Інгредієнти органічної речовини вугілля називають літотипами.
В загальному сенсі інгредієнт є речовиною, яка утворює частину суміші.
Наприклад, при приготуванні їжі в рецептах вказують, які компоненти використовуються для приготування конкретної страви. Багато комерційних продуктів містять секретний інгредієнт, який мав на меті зробити їх краще, ніж конкуруючі продукти. У фармацевтичній промисловості, активний інгредієнт являє собою ту частину композиції, що дає очікуваного ефекту за бажанням замовника.
Національні закони, як правило, вимагають при підготовці харчових продуктів відображати список інгредієнтів, і, зокрема вимагають, щоб певні добавки були перераховані.
У більшості розвинених країн закон вимагає, щоб інгредієнти були перераховані відповідно до їх частки у харчовому продукті.